# Terre d'Orvin
La Terre d'Orvin est une territoire administratif norvégien situé sur l'île de Nordaustlandet, Svalbard, qui se compose des zones côtières au nord de la calotte glacière Austfonna. La Terre d'Orvin se compose de la partie nord-est de Nordaustlandet et du Duvefjorden. Au sud, elle est frontalière avec la Terre de Gustav Adolf. Le sud de la Terre d'Orvin est couverte par les glaciers, dont la calotte de glace de l'Austfonna qui est le plus grand glacier du Svalbard. La côte nord est la partie libre de glace.
Le site n'a ni localité ni trace d'habitations.
Le territoire est ainsi nommé d'après le géologue et explorateur polaire norvégien Anders Kristian Orvin(1889-1980).